# Zurian Hechavarría
Zurian Hechavarría Martén (* 10. August 1995 in Santiago de Cuba) ist eine kubanische Hürdenläuferin, die sich auf die 400-Meter-Distanz spezialisiert hat.

## Sportliche Laufbahn
Erste internationale Erfahrungen sammelte Zurian Hechavarría im Jahr 2011, als sie bei den Jugendweltmeisterschaften nahe Lille in 58,37 s die Bronzemedaille über 400 m Hürden gewann. 2014 belegte sie bei den Juniorenweltmeisterschaften in Eugene in 56,89 s den vierten Platz und anschließend gewann sie beim Panamerikanischen Sportfestival in Mexiko-Stadt in 56,54 s die Silbermedaille hinter der Mexikanerin Zudikey Rodríguez. Daraufhin gewann sie bei den Zentralamerika- und Karibikspielen in Xalapa in 57,74 s die Bronzemedaille hinter Rodríguez und der Kolumbianerin Magdalena Mendoza. Bei den IAAF World Relays 2015 auf den Bahamas siegte sie mit der kubanischen 4-mal-400-Meter-Staffel mit 3:30,94 min im B-Finale und anschließend wurde sie bei den Panamerikanischen Spielen in Toronto in 56,72 s Vierte im Hürdenlauf. Daraufhin gewann sie bei den NACAC-Meisterschaften in San José in 55,97 s die Bronzemedaille hinter der US-Amerikanerin Tiffany Williams und Sparkle McKnight aus Trinidad und Tobago. Im Jahr darauf wurde sie bei den U23-NACAC-Meisterschaften in San Salvador in 57,17 s Vierte und nahm dann im August an den Olympischen Spielen in Rio de Janeiro teil, bei denen sie mit 57,28 s in der ersten Runde ausschied. 
2017 startete sie erstmals bei den Weltmeisterschaften in London, bei denen sie mit 56,44 s aber nicht über den Vorlauf hinauskam. Im Jahr darauf gewann sie bei den Zentralamerika- und Karibikspielen in Barranquilla in 55,13 s die Bronzemedaille, diesmal hinter der Jamaikanerin Ronda Whyte und Zudikey Rodríguez aus Mexiko. Zudem siegte sie mit der kubanischen Stafette in 3:29,48 min und stellte damit einen neuen Spielerekord auf. Anschließend erreichte sie bei den NACAC-Meisterschaften in Toronto in 55,71 s Rang vier im Hürdenlauf. 2019 nahm sie erneut an den Panamerikanischen Spielen in Lima teil und wurde dort in 55,85 s Vierte im Hürdensprint und auch im Staffelbewerb klassierte sie sich mit 3:30,89 min auf Rang vier. Anfang Oktober erreichte sie bei den Weltmeisterschaften in Doha das Halbfinale und schied dort mit 55,03 s aus, während sie mit der Staffel mit 3:29,84 min den Finaleinzug verpasste. Bei den World Athletics Relays 2021 im polnischen Chorzów siegte sie mit der 4-mal-400-Meter-Staffel überraschend in 3:28,41 min. Ende Juni siegte sie in 56,72 s beim Meeting International de la Province de Liège sowie kurz darauf in 55,33 s bei der Nacht van de Atletiek. Daraufhin nahm sie an den Olympischen Sommerspielen in Tokio teil und schied dort mit 55,21 s im Halbfinale aus. Zudem belegte sie in 3:26,92 min den achten Platz im Finale der 4-mal-400-Meter-Staffel. Während der Schlussfeier war sie die Fahnenträgerin ihrer Nation.
2022 belegte sie bei den Ibero-Amerikanischen Meisterschaften in La Nucia in 55,68 s den vierten Platz über 400 m Hürden und im Jahr darauf siegte sie in 55,52 s bei den CAC-Spielen in San Salvador im Hürdenlauf sowie in 3:26,08 min auch in der 4-mal-400-Meter-Staffel. Anschließend schied sie mit der Staffel bei den Weltmeisterschaften in Budapest mit 3:29,70 min im Vorlauf aus und kam auch über die Hürden mit 56,43 s nicht über die ersten Runde hinaus. Ende Oktober belegte sie bei den Panamerikanischen Spielen in Santiago de Chile in 3:21,20 min den vierten Platz in der Mixed-Staffel und gelangte mit 57,70 s auf Rang fünf über 400 m Hürden. Zudem siegte sie mit der Frauenstaffel in 3:33,15 min gemeinsam mit Rose Mary Almanza, Sahily Diago und Lisneidy Veitía.
In den Jahren 2012, 2014, 2015, 2017 und 2019 wurde Hechavarría kubanische Meisterin im 400-Meter-Hürdenlauf und 2015 siegte sie auch in der 4-mal-400-Meter-Staffel.

## Persönliche Bestleistungen
- 400 Meter: 52,43 s, 9. April 2021 in Havanna
- 400 m Hürden: 54,99 s, 31. Juli 2021 in Tokio